# 禅家流
禅家流（ぜんけりゅう）とは、紀州の禅寺の僧侶であった真刑部が開いた柔術の流派である。
西日本から仙台藩に伝わり桃生郡中津山村で伝承されていた。

## 歴史
流祖は紀州の真刑部である。
1992年（平成4年）の『秘伝古流武術』の記事で宮城県石巻市桃生町中津山に禅家流の伝承が残っている事が紹介された。

## 技法
禅家流は胸詰、引捨、追車、使者捕、朽木倒、小柄返、行違、小腕返、内蜻蛉、膝車、外蜻蛉、捕分の12の取口を「一通」と称し、これらを12段階に変化させて総計144本の形となる。この144の型は上段48、中段48、下段48に分けて教授された。
1992年の時点では、四段目までの技48本が伝わっていた。
当身の伝は急所数を133として各急所への当て方を伝えている。

## 系譜
流祖の真刑部から十代目の木村利七までの系譜は不明。
10代目木村利七から先の系譜
- 木村利七（10代目）
  - 八木半太夫高門
    - 石井直五郎
    - 菅原淀介
      - 笹原兵右衛門
        - 高橋精一
        - 田浦東作
          - 佐倉久義
            - 大森信雄

    - 千葉長右衛門
    - 佐々木碩三郎
    - 志賀清兵衛
    - 高橋清太夫
    - 佐々木岩吉
    - 大友民次
    - 佐々木徳蔵
      - 半澤東作